# Two of a Kind (Bobby Darin e Johnny Mercer)
| Recensione | Giudizio |
| ---------- | -------- |
| AllMusic   |          |

Two of a Kind è un album a nome Bobby Darin & Johnny Mercer (with Billy May and His Orchestra), pubblicato dalla Atco Records nel febbraio del 1961.

## Tracce

### LP
(1961, Atco Records, 33-126/SD 33-126)
Lato A
1. Two of a Kind – 0:50 (testo: Johnny Mercer – musica: Bobby Darin) – Registrato il 17 agosto 1960 a Hollywood, California
2. Indiana – 2:47 (testo: Ballard MacDonald – musica: James F. Hanley) – Registrato il 17 agosto 1960 a Hollywood, California
3. Bob White – 3:34 (testo: Johnny Mercer – musica: Bernie Hanighen) – Registrato il 13 agosto 1960 a Hollywood, California
4. Ace in the Hole – 3:09 (George Mitchell, James Dempsey) – Registrato il 17 agosto 1960 a Hollywood, California
5. East of the Rockies – 2:48 (Lou Singer, Sid Robin) – Registrato il 13 agosto 1960 a Hollywood, California
6. If I Had My Druthers – 3:57 (testo: Johnny Mercer – musica: Gene DePaul) – Registrato il 14 agosto 1960 a Hollywood, California

Durata totale: 17:05
Lato B
1. I Ain't Gonna Give Nobody None of My Jellyroll – 1:46 (Clarence Williams, Spencer Williams) – Registrato il 14 agosto 1960 a Hollywood, California
2. Lonesome Polecat – 3:26 (testo: Johnny Mercer – musica: Gene De Paul) – Registrato il 14 agosto 1960 a Hollywood, California
3. My Cutey's Due at Two-to-Two Today – 2:21 (testo: Irving Bibo, Leo Robin – musica: Al Von Tilzer) – Registrato il 13 agosto 1960 a Hollywood, California
4. Medley – 1:54 – Registrato il 22 agosto 1960 a Hollywood, California
5. Who Takes Care of the Caretaker's Daughter – 3:09 (Chick Endor, Paul Specht) – Registrato il 14 agosto 1960 a Hollywood, California
6. Mississippi Mud – 1:57 (Harry Barris, James Cavanaugh) – Registrato il 22 agosto 1960 a Hollywood, California
7. Two of a Kind – 3:41 – Registrato il 17 agosto 1960 a Hollywood, California

Durata totale: 18:14

### CD
(2017, Omnivore Recordings, OVCD-216)
1. Two of a Kind – 0:50 (testo: Johnny Mercer – musica: Bobby Darin)
2. Indiana – 2:47 (testo: Ballard MacDonald – musica: James F. Hanley)
3. Bob White – 3:34 (testo: Johnny Mercer – musica: Bernie Hanighen)
4. Ace in the Hole – 3:09 (George Mitchell, James Dempsey)
5. East of the Rockies – 2:48 (Lou Singer, Sid Robin)
6. If I Had My Druthers – 3:57 (testo: Johnny Mercer – musica: Gene DePaul)
7. I Ain't Gonna Give Nobody None of My Jellyroll – 1:46 (Clarence Williams, Spencer Williams)
8. Lonesome Polecat – 3:26 (testo: Johnny Mercer – musica: Gene De Paul)
9. My Cutey's Due at Two-to-Two Today – 2:21 (testo: Irving Bibo, Leo Robin – musica: Al Von Tilzer)
10. Medley – 1:54
11. Who Takes Care of the Caretaker's Daughter – 3:09 (Chick Endor, Paul Specht)
12. Mississippi Mud – 1:57 (Harry Barris, James Cavanaugh)
13. Two of a Kind – 3:41 (testo: Johnny Mercer – musica: Bobby Darin)
14. Cecilia (take 4) (Previously Unissued Bonus Track) – 3:09 (testo: Herman Ruby – musica: Dave Dreyer) – Registrato il 22 agosto 1960 a Hollywood, California
15. Lily of Laguna (take 7) (Previously Unissued Bonus Track) – 3:04 (Leslie Stuart) – Registrato il 14 agosto 1960 a Hollywood, California
16. Bob White (take 17) (Previously Unissued Bonus Track) – 3:42 (testo: Johnny Mercer – musica: Bernie Hanighen) – Registrato il 13 agosto 1960 a Hollywood, California
17. East of the Rockies (take 6) (Previously Unissued Bonus Track) – 2:58 (Lou Singer, Sid Robin) – Registrato il 13 agosto 1960 a Hollywood, California
18. I Ain't Gonna Give Nobody None of My Jellyroll (take 5A) (Previously Unissued Bonus Track) – 1:38 (Clarence Williams, Spencer Williams) – Registrato il 22 agosto 1960 a Hollywood, California
19. My Cutey's Due at Two-to-Two Today (take 10) (Previously Unissued Bonus Track) – 2:36 (testo: Irving Bibo, Leo Robin – musica: Al Von Tilzer) – Registrato il 13 agosto 1960 a Hollywood, California
20. Mississippi Mud (alternate take) (Previously Unissued Bonus Track) – 2:12 (Harry Barris, James Cavanaugh) – Registrato il 13 agosto 1960 a Hollywood, California

Durata totale: 54:38

## Musicisti
Two of a Kind / Indiana / Ace in the Hole
- Bobby Darin – voce
- Johnny Mercer – voce
- Billy May – direttore d'orchestra, arrangiamenti
- John Best – tromba
- Dick Cathcart – tromba
- Conrad Gozzo – tromba
- Ed Kusby – trombone
- Bill Schaefer – trombone
- Elmer Schneider – trombone
- Chuck Gentry – sassofono
- Skeets Herfurt – sassofono
- Eddie Miller – sassofono
- Willie Schwartz – sassofono
- Milton Raskin – pianoforte
- George Van Eps – chitarra
- Morty Corb – contrabbasso
- Ronnie Zito – batteria

Bob White / East of the Rockies /  My Cutey's Due at Two-to-Two Today / Mississippi Mud (alternate take) / If I Had My Druthers / I Ain't Gonna Give Nobody None of My Jellyroll / Lonesome Polecat /  Who Takes Care of the Caretaker's Daughter / Lily of Laguna (take 7)
- Bobby Darin – voce
- Johnny Mercer – voce
- Billy May – direttore d'orchestra, arrangiamenti
- John Best – tromba
- Dick Cathcart – tromba
- Mannie Klein – tromba
- Ed Kusby – trombone
- Bill Schaefer – trombone
- Elmer Schneider – trombone
- Chuck Gentry – sassofono
- Skeets Herfurt – sassofono
- Eddie Miller – sassofono
- Willie Schwartz – sassofono
- Milton Raskin – pianoforte
- George Van Eps – chitarra
- Morty Corb – contrabbasso
- Ronnie Zito – batteria

Medley: a) Paddlin' Madelin' Home b) Row Row Row / Mississippi Mud / Cecilia (take 4) / I Ain't Gonna Give Nobody None of My Jellyroll (take 5A)
- Bobby Darin – voce
- Johnny Mercer – voce
- Billy May – direttore d'orchestra, arrangiamenti
- John Best – tromba
- Dick Cathcart – tromba
- Conrad Gozzo – tromba
- Ed Kusby – trombone
- Tommy Pederson – trombone
- Bill Schaefer – trombone
- Chuck Gentry – sassofono
- Skeets Herfurt – sassofono
- Eddie Miller – sassofono
- Willie Schwartz – sassofono
- Milton Raskin – pianoforte
- George Van Eps – chitarra
- Morty Corb – contrabbasso
- Ronnie Zito – batteria[3]

### Produzione
- Ahmet Ertegun – produzione, supervisione
- Billy May – arrangiamenti
- Bill Putnam – ingegnere delle registrazioni
- Loring Eutemey – design copertina album originale
- Garrett/Howard – foto copertina album originale
- Stanley Green – note retrocopertina album originale
- Quest'album è basato da un'idea di J. Steven Blauner e Marshall Robbins[4]